# Arsinoe (Etolia)
Arsínoe (in greco antico: Ἀρσινόη?), un tempo chiamata Conope (in greco antico: Κωνώπη?), era una polis dell'antica Grecia ubicata in Etolia.

## Storia
Strabone dice che la città venne fondata da Arsinoe I, sposa del re d'Egitto Tolomeo II Filadelfo, ed era stata precedentemente un villaggio chiamato Conope. Il geografo evidenzia la favorevole posizione della città visto che si trovava su un sito dove si poteva attraversare il fiume Aspropotamo.